# Mertsjaure
Mertsjaure är en sjö i Sorsele kommun i Lappland och ingår i Umeälvens huvudavrinningsområde. Sjön har en area på 1,28 kvadratkilometer och ligger 678,2 meter över havet. Mertsjaure ligger i Vindelfjällen Natura 2000-område. Sjön avvattnas av vattendraget Mertsbäcken.

## Delavrinningsområde
Mertsjaure ingår i det delavrinningsområde (728721-151712) som SMHI kallar för Utloppet av Mertsjaure. Medelhöjden är 730 meter över havet och ytan är 9,57 kvadratkilometer. Räknas de 3 avrinningsområdena uppströms in blir den ackumulerade arean 17,06 kvadratkilometer. Mertsbäcken som avvattnar avrinningsområdet har biflödesordning 3, vilket innebär att vattnet flödar genom totalt 3 vattendrag innan det når havet efter 350 kilometer. Avrinningsområdet består mestadels av skog (48 procent), sankmarker (18 procent) och kalfjäll (20 procent). Avrinningsområdet har 1,29 kvadratkilometer vattenytor vilket ger det en sjöprocent på 13,4 procent.